# Метод підрахунку запасів стабільного конденсату
Метод підрахунку запасів стабільного конденсату (рос. метод подсчета запасов стабильного конденсата; англ. estimation method of stable condensate reserves, нім. Vorratsberechnungsmethode f des stabilen Kondensates) — метод підрахунку, при якому балансові запаси стабільного конденсату в газоконденсатному покладі визначають як добуток запасів вільного газу на потенціальний вміст у ньому стабільного конденсату, а видобувні запаси — як різниця між балансовими запасами стабільного конденсату і пластовими втратами його за весь період розробки покладу.